# Морфологічний аналіз (геофізика)
Морфологі́чний ана́ліз (рос. морфологический анализ, англ. morphological analysis; нім. morphologische Analyse f) — метод визначення характеру та історії розвитку нових рухів земної кори, оснований на вивченні сучасного рельєфу земної поверхні, головним чином на аналізі профілю схилів річкових долин, які відбивають співвідношення між ерозійно-денудаційними процесами і тектонічними рухами. 
Метод запропонований німецьким вченим В. Пенком в 1924 р.